# Superliga Femenina de Voleibol 2014-15
La Superliga femenina de voleibol de España es la máxima categoría del voleibol femenino español. Aquí se recogen las clasificaciones de la  temporada 2014-2015.

## Equipos
| Club                          | Nombre                       | Sede                       | Región              | Pabellón                                    |
| ----------------------------- | ---------------------------- | -------------------------- | ------------------- | ------------------------------------------- |
| Club Voleibol Murillo         | Naturhouse Ciudad de Logroño | Logroño                    | La Rioja            | Centro Deportivo Municipal Lobete           |
| Club Deportivo Iruña          | GH Leadernet Navarcable      | Pamplona                   | Navarra             | Campus Universitario                        |
| CVB Barça                     | CVB Barça                    | Barcelona                  | Cataluña            | L,Hospitalet Nord                           |
| Club Voleibol J.A.V. Olímpico | IBSA CV ACE Gran Canaria     | Las Palmas de Gran Canaria | Canarias            | Centro Insular de Deportes                  |
| Club Voleibol Ciudadela       | Ciutadella de Menorca        | Ciudadela                  | Islas Baleares      | Pabellón municipal de Deportes de Ciudadela |
| Club Voleibol Haro            | Haro Rioja Vóley             | Haro                       | La Rioja            | Polideportivo Municipal El Ferial           |
| Club Voleibol Alcobendas      | Feel Volley Alcobendas       | Alcobendas                 | Comunidad de Madrid | Pabellón Luis Buñuel                        |
| C.V. Nuestra Señora de la Luz | Extremadura Arroyo           | Arroyo de la Luz           | Extremadura         | Pabellón Municipal                          |
| Club Voleibol Aguere          | CV Aguere                    | La Laguna (Tenerife)       | Canarias            | Pabellón Juan Ríos Tejera                   |
| Vóley Murcia                  | UCAM Vóley Murcia            | Murcia                     | Región de Murcia    | Pabellón Infante                            |
| Club Voleibol Emevé           | Emevé                        | Lugo                       | Galicia             | Pabellón Municipal de Deportes              |
| Club Voley Miranda            | Atlantic Holding             | Miranda de Ebro            | Castilla y León     | Multifuncional de Bayas                     |

## Clasificación

### Liga regular
Clasificación final de la liga regular.
| Pos | Equipo                       | Pts. | J 1 | J 2 | J 3 | J 4 | J 5 | J 6 | J 7 | J 8 | J 9 | J 1 0 | J 1 | J 1 2 | J 1 3 | J 1 4 | J 1 5 | J 1 6 | J 1 7 | J 1 8 | J 1 9 | J 2 0 | J 2 1 | J 2 |
| --- | ---------------------------- | ---- | --- | --- | --- | --- | --- | --- | --- | --- | --- | ----- | --- | ----- | ----- | ----- | ----- | ----- | ----- | ----- | ----- | ----- | ----- | --- |
| 1   | Naturhouse Ciudad de Logroño | 60   | 3   | 3   | 3   | -   | 3   | 3   | 3   | 3   | 3   | 3     | 3   | 3     | 3     | 3     | -     | 3     | 3     | 3     | 3     | 3     | 3     | 3   |
| 2   | GH Leadernet Navarcable      | 48   | 3   | 3   | 3   | 3   | 3   | 0   | -   | 3   | 3   | 0     | 0   | 3     | 3     | 3     | 3     | 3     | 3     | -     | 3     | 3     | 3     | 0   |
| 3   | CV Aguere                    | 39   | 3   | 2   | 0   | 3   | -   | 3   | 3   | 3   | 3   | 0     | 0   | 3     | 3     | 0     | 3     | -     | 0     | 2     | 3     | 2     | 0     | 3   |
| 4   | Avarca de Menorca            | 35   | -   | 3   | 3   | 0   | 0   | 3   | 0   | 0   | 3   | 3     | 3   | -     | 3     | 3     | 0     | 3     | 0     | 1     | 0     | 3     | 1     | 0   |
| 5   | UCAM Vóley Murcia            | 31   | 1   | -   | 0   | 1   | 3   | 2   | 3   | 2   | 0   | 3     | 3   | 2     | -     | 0     | 3     | 0     | 3     | 2     | 2     | 1     | 0     | 0   |
| 6   | CVB Barça                    | 27   | 0   | 3   | 3   | 2   | 0   | -   | 3   | 3   | 0   | 3     | 3   | 0     | 1     | 3     | 0     | 0     | -     | 0     | 0     | 0     | 3     | 0   |
| 7   | Feel Volley Alcobendas       | 27   | 2   | 0   | 0   | 3   | 2   | 0   | 3   | 0   | 0   | 1     | -   | 1     | 0     | 0     | 3     | 3     | 3     | 3     | 0     | 0     | 3     | -   |
| 8   | IBSA ACE Gran Canaria 2014   | 22   | 0   | 0   | 2   | 0   | 0   | 0   | 0   | -   | 3   | 0     | 2   | 0     | 0     | 3     | 0     | 3     | 0     | 3     | -     | 3     | 2     | 1   |
| 9   | Extremadura Arroyo           | 18   | 3   | 1   | 0   | 3   | 1   | 1   | 0   | 0   | 0   | -     | 0   | 3     | 0     | 0     | 3     | 0     | 0     | 0     | 3     | 0     | -     | 0   |
| 10  | Haro Rioja Vóley             | 15   | 0   | 0   | 1   | 0   | 3   | 1   | 0   | 0   | -   | 2     | 0   | 0     | 2     | 0     | 0     | 0     | 2     | 1     | 0     | -     | 0     | 3   |
| 11  | Emevé                        | 8    | 0   | 0   | -   | 0   | 0   | 2   | 0   | 1   | 0   | 0     | 1   | 0     | 0     | -     | 0     | 0     | 1     | 0     | 1     | 0     | 0     | 2   |

Nota.- Se disputan partidos fuera de jornada por ajuste en los calendarios.
Pts = Puntos; J = Jornada
|  | Juega play-off por el título. |
|  | Desciende a Superliga 2.      |

- A partir de la temporada 2009-2010 se implantó un nuevo sistema de puntuación en el que en las victorias por 3-0 y 3-1 se otorgan 3 puntos al vencedor y 0 al perdedor, mientras que en las victorias por 3-2 se otorgan 2 puntos al vencedor y 1 al perdedor.

- El Atlantic Holding presenta su renuncia a continuar en Superliga el 14 de enero de 2015, con lo que los once encuentros que había disputado quedan eliminados. Este hecho se produce antes de disputar la jornada número 13.[2]

#### Evolución de la clasificación
| Equipo / Jornada        | 01 | 02 | 03 | 04 | 05 | 06 | 07 | 08 | 09 | 10 | 11 | 12 | 13 | 14 | 15 | 16 | 17 | 18 | 19 | 20 | 21 | 22 |
| ----------------------- | -- | -- | -- | -- | -- | -- | -- | -- | -- | -- | -- | -- | -- | -- | -- | -- | -- | -- | -- | -- | -- | -- |
| Naturhouse C. Logroño   | 1  | 1  | 1  | 1  | 1  | 1  | 1  | 1  | 1  | 1  | 1  | 1  | 1  | 1  | 1  | 1  | 1  | 1  | 1  | 1  | 1  | 1  |
| GH Leadernet Navarcable | 2  | 2  | 2  | 2  | 2  | 2  | 3  | 3  | 2  | 2  | 2  | 2  | 2  | 2  | 2  | 2  | 2  | 2  | 2  | 2  | 2  | 2  |
| CV Aguere               | 5  | 4  | 5  | 5  | 4  | 4  | 2  | 2  | 3  | 3  | 5  | 3  | 3  | 3  | 3  | 3  | 3  | 3  | 3  | 3  | 3  | 3  |
| Avarca de Menorca       | 4  | 3  | 3  | 3  | 3  | 3  | 4  | 7  | 5  | 5  | 3  | 5  | 4  | 4  | 4  | 4  | 4  | 5  | 5  | 5  | 4  | 4  |
| UCAM Vóley Murcia       | 7  | 6  | 8  | 9  | 8  | 6  | 6  | 5  | 7  | 7  | 7  | 4  | 6  | 6  | 6  | 6  | 5  | 4  | 4  | 4  | 5  | 5  |
| CVB Barça               | 11 | 7  | 4  | 4  | 5  | 5  | 5  | 4  | 6  | 6  | 4  | 6  | 5  | 5  | 5  | 5  | 6  | 6  | 6  | 6  | 6  | 6  |
| Feel Volley Alcobendas  | 6  | 8  | 10 | 7  | 7  | 9  | 8  | 8  | 8  | 8  | 8  | 8  | 7  | 7  | 7  | 7  | 7  | 7  | 7  | 7  | 7  | 7  |
| IBSA ACE G.Canaria 2014 | 8  | 10 | 9  | 10 | 11 | 11 | 11 | 11 | 10 | 11 | 10 | 10 | 10 | 9  | 9  | 9  | 10 | 9  | 9  | 8  | 8  | 8  |
| Extremadura Arroyo      | 3  | 5  | 7  | 6  | 6  | 7  | 9  | 9  | 9  | 9  | 9  | 9  | 8  | 8  | 8  | 8  | 8  | 8  | 8  | 9  | 9  | 9  |
| Haro Rioja Vóley        | 12 | 12 | 11 | 11 | 10 | 10 | 10 | 10 | 11 | 10 | 11 | 11 | 9  | 10 | 10 | 10 | 9  | 10 | 10 | 10 | 10 | 10 |
| Emevé                   | 10 | 11 | 12 | 12 | 12 | 12 | 12 | 12 | 12 | 12 | 12 | 12 | 11 | 11 | 11 | 11 | 11 | 11 | 11 | 11 | 11 | 11 |

### Segunda fase - Grupo A
Clasificación de la segunda fase.
| Pos | Equipo                       | Pts. | J 1 | J 2 | J 3 | J 4 | J 5 | J 6 |
| --- | ---------------------------- | ---- | --- | --- | --- | --- | --- | --- |
| 1   | Naturhouse Ciudad de Logroño | 18   | 3   | 3   | 3   | 3   | 3   | 3   |
| 2   | IBSA ACE Gran Canaria 2014   | 10   | 2   | 3   | 0   | 2   | 0   | 3   |
| 3   | Avarca de Menorca            | 8    | 1   | 0   | 3   | 1   | 3   | 0   |
| 4   | UCAM Vóley Murcia            | 0    | 0   | 0   | 0   | 0   | 0   | 0   |

|  | Juega play-off por el título. |

#### Evolución de la clasificación
| Equipo / Jornada        | 01 | 02 | 03 | 04 | 05 | 06 |
| ----------------------- | -- | -- | -- | -- | -- | -- |
| Naturhouse C. Logroño   | 1  | 1  | 1  | 1  | 1  | 1  |
| IBSA ACE G.Canaria 2014 | 2  | 2  | 2  | 2  | 3  | 2  |
| Avarca de Menorca       | 3  | 3  | 3  | 3  | 2  | 3  |
| UCAM Vóley Murcia       | 4  | 4  | 4  | 4  | 4  | 4  |

### Segunda fase - Grupo B
Clasificación final de la segunda fase.
| Pos | Equipo                  | Pts. | J 1 | J 2 | J 3 | J 4 | J 5 | J 6 |
| --- | ----------------------- | ---- | --- | --- | --- | --- | --- | --- |
| 1   | GH Leadernet Navarcable | 16   | 3   | 1   | 3   | 3   | 3   | 3   |
| 2   | CV Aguere               | 11   | 2   | 2   | 3   | 1   | 3   | 0   |
| 3   | Feel Volley Alcobendas  | 7    | 1   | 3   | 0   | 2   | 0   | 1   |
| 4   | CVB Barça               | 2    | 0   | 0   | 0   | 0   | 0   | 2   |

|  | Juega play-off por el título. |

#### Evolución de la clasificación
| Equipo / Jornada        | 01 | 02 | 03 | 04 | 05 | 06 |
| ----------------------- | -- | -- | -- | -- | -- | -- |
| GH Leadernet Navarcable | 1  | 3  | 2  | 1  | 1  | 1  |
| CV Aguere               | 2  | 1  | 1  | 2  | 2  | 2  |
| Feel Volley Alcobendas  | 3  | 2  | 3  | 3  | 3  | 3  |
| CVB Barça               | 4  | 4  | 4  | 4  | 4  | 4  |

### Play-off
|  | 1.º y 2.º puesto |                              |   |   |   |  |  |  |  |  |
|  |                  |                              |   |   |   |  |  |  |  |  |
|  | 3                | Naturhouse Ciudad de Logroño | 3 | 3 | 3 |  |  |  |  |  |
|  | 0                | GH Leadernet Navarcable      | 1 | 2 | 1 |  |  |  |  |  |

| Campeón de Superliga 2014-15 |
| ---------------------------- |
| Naturhouse Ciudad de Logroño |

## Jugadoras

### MVP y siete ideal por jornada

#### Fase regular
Esta tabla muestra las jugadoras que cada jornada la RFEVB designa como jugadora más valiosa (MVP) y como miembro del siete ideal.
| Jugadora                | Origen         | Club                         | MVP | 7 id. | 01 | 02 | 03 | 04 | 05 | 06 | 07 | 08 | 09 | 10 | 11 | 12 | 13 | 14 | 15 | 16 | 17 | 18 | 19 | 20 | 21 | 22 |
| ----------------------- | -------------- | ---------------------------- | --- | ----- | -- | -- | -- | -- | -- | -- | -- | -- | -- | -- | -- | -- | -- | -- | -- | -- | -- | -- | -- | -- | -- | -- |
| Janine Sandell          | Reino Unido    | CV Aguere                    | 3   | 9     |    |    |    |    |    | M  | *  | *  | M  | *  |    |    | *  | *  | *  |    |    |    |    | M  |    |    |
| Yoraxi Melean           | España         | Naturhouse Ciudad de Logroño | 3   | 6     |    |    | *  |    |    |    | *  |    |    |    | M  |    |    | M  |    |    |    |    |    |    | M  | *  |
| Diana Sánchez           | España         | CV Aguere                    | 2   | 9     |    | *  |    |    | *  | *  | M  | *  |    | *  |    |    | *  |    | M  |    |    |    | *  |    |    |    |
| Ana Ibis Fernández      | Cuba           | UCAM Vóley Murcia            | 2   | 4     | *  | M  |    |    |    | *  |    | M  |    |    |    |    |    |    |    |    |    |    |    |    |    |    |
| Therese McNatt          | Estados Unidos | GH Leadernet Navarcable      | 1   | 9     |    | *  |    | *  |    |    | *  |    | *  |    |    | *  |    |    | *  | M  | *  |    |    |    | *  |    |
| Macy Ubben              | Estados Unidos | UCAM Vóley Murcia            | 1   | 7     |    | *  |    | *  |    |    |    |    |    |    |    |    |    |    |    |    | *  | *  | M  | *  | *  |    |
| Nerea Sánchez           | España         | CVB Barça                    | 1   | 5     |    |    |    | M  |    | *  |    | *  |    |    | *  |    | *  |    |    |    |    |    |    |    |    |    |
| Raymarely Santos        | Puerto Rico    | UCAM Vóley Murcia            | 1   | 4     |    | *  |    |    |    | *  |    |    |    | M  |    |    |    |    |    |    |    | *  |    |    |    |    |
| María Barrasa           | España         | Haro Rioja Vóley             | 1   | 3     |    |    |    |    | M  |    |    |    |    |    |    |    | *  |    |    |    | *  |    |    |    |    |    |
| Daniela da Silva        | Brasil         | Naturhouse Ciudad de Logroño | 1   | 2     |    |    |    |    |    |    |    |    |    |    |    |    |    |    |    |    |    |    |    | *  |    | M  |
| Helen Cristina da Silva | Brasil         | Extremadura Arroyo           | 1   | 2     | M  | *  |    |    |    |    |    |    |    |    |    |    |    |    |    |    |    |    |    |    |    |    |
| Sheila D'Amaro          | Brasil         | Haro Rioja Vóley             | 1   | 2     |    |    |    |    |    |    |    |    |    |    | *  |    |    |    |    |    | M  |    |    |    |    |    |
| Shelby Kintzel          | Estados Unidos | Haro Rioja Vóley             | 1   | 2     |    |    |    |    |    |    |    |    | *  |    |    |    | M  |    |    |    |    |    |    |    |    |    |
| Sofía Elizaga           | España         | Feel Volley Alcobendas       | 1   | 2     |    |    |    |    | *  |    |    |    |    |    |    |    |    |    |    |    |    | M  |    |    |    |    |
| Soraya Fraga dos Santos | Brasil         | IBSA ACE G.Canaria 2014      | 1   | 2     |    |    | M  |    |    |    |    |    |    |    |    |    |    |    |    |    |    | *  |    |    |    |    |
| Wanda Banguero          | Colombia       | Extremadura Arroyo           | 1   | 2     |    |    |    |    |    |    |    |    |    |    |    | M  |    |    |    | *  |    |    |    |    |    |    |
| Esther López            | España         | Naturhouse Ciudad de Logroño |     | 7     |    | *  |    |    |    | *  |    |    | *  |    |    | *  |    |    |    | *  |    | *  |    |    | *  |    |
| Irene Cano              | España         | Avarca de Menorca            |     | 5     | *  |    |    |    |    |    | *  |    |    | *  |    |    |    |    |    |    |    |    |    | *  |    | *  |
| Encarnación García      | España         | UCAM Vóley Murcia            |     | 4     |    |    |    |    |    |    |    |    |    |    | *  | *  |    |    |    |    |    | *  |    |    | *  |    |
| Esther Rodríguez        | España         | Feel Volley Alcobendas       |     | 4     | *  |    |    |    |    |    |    |    |    |    |    | *  |    | *  |    |    |    |    |    |    | *  |    |
| Ana Belén Pérez         | España         | Avarca de Menorca            |     | 3     |    |    |    |    |    | *  |    |    |    |    |    |    |    |    |    | *  |    |    |    |    | *  |    |
| Flavia Dias de Lima     | Brasil         | IBSA ACE G.Canaria 2014      |     | 3     |    |    | *  |    |    |    |    |    | *  |    | *  |    |    |    |    |    |    |    |    |    |    |    |
| Marta Fraile            | España         | CV Aguere                    |     | 3     | *  |    |    |    |    |    |    |    |    |    |    |    |    |    |    |    |    |    | *  | *  |    |    |
| Patricia Llabrés        | España         | Haro Rioja Vóley             |     | 3     |    |    |    |    |    |    |    |    |    | *  |    |    |    | *  |    |    |    |    |    |    |    | *  |
| Wivian Gadelha          | Brasil         | GH Leadernet Navarcable      |     | 3     |    |    | *  |    |    |    |    |    |    |    |    |    |    |    |    | *  | *  |    |    |    |    |    |
| Fernanda Gritzbach      | Brasil         | Naturhouse Ciudad de Logroño |     | 2     |    |    |    | *  |    |    |    |    |    |    |    |    |    |    |    |    | *  |    |    |    |    |    |
| Gracieli do Monte       | Brasil         | Emevé                        |     | 2     |    |    |    |    | *  |    |    |    |    |    |    |    |    |    |    | *  |    |    |    |    |    |    |
| Iva Pejkovic            | Serbia         | Naturhouse Ciudad de Logroño |     | 2     |    |    |    |    |    |    |    |    |    |    |    |    | *  | *  |    |    |    |    |    |    |    |    |
| Lara Raspall            | España         | Haro Rioja Vóley             |     | 2     |    |    | *  |    |    |    |    |    |    | *  |    |    |    |    |    |    |    |    |    |    |    |    |
| Laura Carmona           | España         | CVB Barça                    |     | 2     |    |    | *  |    |    |    |    | *  |    |    |    |    |    |    |    |    |    |    |    |    |    |    |
| María Álvarez del Burgo | España         | Feel Volley Alcobendas       |     | 2     |    |    |    |    |    |    |    |    |    |    |    |    |    |    | *  | *  |    |    |    |    |    |    |
| María C. Barón          | España         | UCAM Vóley Murcia            |     | 2     | *  |    |    |    |    |    |    |    |    |    |    |    |    |    | *  |    |    |    |    |    |    |    |
| Natalia Valladares      | España         | Atlantic Holding             |     | 2     |    |    |    | *  |    |    | *  |    |    |    |    |    |    |    |    |    |    |    |    |    |    |    |
| Patricia Rodríguez      | España         | Feel Volley Alcobendas       |     | 2     |    |    |    |    |    |    |    |    |    |    | *  |    |    |    |    |    | *  |    |    |    |    |    |
| Rocío Gómez             | España         | Avarca de Menorca            |     | 2     | *  |    |    |    |    |    |    |    |    |    |    |    |    |    |    |    |    | *  |    |    |    |    |
| Sara Folgueira          | España         | Emevé                        |     | 2     |    |    |    |    |    |    |    |    |    |    |    |    |    |    |    |    |    |    | *  |    |    | *  |
| Saray Manzano           | España         | IBSA ACE G.Canaria 2014      |     | 2     |    |    |    |    |    |    |    |    |    |    | *  |    |    |    |    |    |    |    |    |    |    | *  |
| Sokhna Gueye            | Senegal        | CV Aguere                    |     | 2     |    |    |    |    |    |    | *  |    |    |    |    | *  |    |    |    |    |    |    |    |    |    |    |
| Tatiana Becares         | España         | IBSA ACE G.Canaria 2014      |     | 2     |    |    |    | *  |    |    |    |    |    |    |    |    |    |    |    |    |    |    |    |    |    | *  |
| Alicia de Blas          | España         | Feel Volley Alcobendas       |     | 1     |    |    |    |    |    |    |    |    |    | *  |    |    |    |    |    |    |    |    |    |    |    |    |
| Beatriz Gómez           | España         | Extremadura Arroyo           |     | 1     |    |    |    |    | *  |    |    |    |    |    |    |    |    |    |    |    |    |    |    |    |    |    |
| Beatriz Vázquez         | España         | Avarca de Menorca            |     | 1     |    |    |    |    |    |    |    |    |    |    |    |    |    | *  |    |    |    |    |    |    |    |    |
| Camila Maldonado        | España         | CVB Barça                    |     | 1     |    |    |    |    |    |    |    |    |    |    |    |    |    | *  |    |    |    |    |    |    |    |    |
| Carmen Morales          | España         | Atlantic Holding             |     | 1     |    |    |    |    |    |    |    | *  |    |    |    |    |    |    |    |    |    |    |    |    |    |    |
| Carmen Unzué            | España         | Feel Volley Alcobendas       |     | 1     |    |    |    |    |    |    |    | *  |    |    |    |    |    |    |    |    |    |    |    |    |    |    |
| Danira Costa            | España         | Avarca de Menorca            |     | 1     |    |    |    |    |    |    |    |    | *  |    |    |    |    |    |    |    |    |    |    |    |    |    |
| Isabel Guerra           | España         | GH Leadernet Navarcable      |     | 1     |    |    |    |    |    |    |    |    |    |    |    |    | *  |    |    |    |    |    |    |    |    |    |
| Juliana Tiago           | Brasil         | Extremadura Arroyo           |     | 1     |    |    |    |    | *  |    |    |    |    |    |    |    |    |    |    |    |    |    |    |    |    |    |
| Mabel Caro              | España         | CVB Barça                    |     | 1     |    |    |    |    | *  |    |    |    |    |    |    |    |    |    |    |    |    |    |    |    |    |    |
| Mame Diouf              |                | CV Aguere                    |     | 1     |    |    |    |    |    |    |    |    |    |    |    |    |    |    | *  |    |    |    |    |    |    |    |
| María Fe Pena           | España         | Emevé                        |     | 1     |    |    |    |    |    |    |    |    |    |    |    |    |    |    |    |    |    |    | *  |    |    |    |
| María Schelegel         |                | Feel Volley Alcobendas       |     | 1     |    |    |    |    |    |    |    |    |    |    |    |    |    |    | *  |    |    |    |    |    |    |    |
| Marisa Fernández        | España         | IBSA ACE G.Canaria 2014      |     | 1     |    |    |    |    |    |    |    |    |    |    |    |    |    |    |    |    |    |    |    | *  |    |    |
| Marta García Obregón    | España         | IBSA ACE G.Canaria 2014      |     | 1     |    |    |    |    |    |    |    |    |    |    |    |    |    |    |    |    |    |    |    | *  |    |    |
| Mireia Carmona          | España         | CVB Barça                    |     | 1     |    |    |    | *  |    |    |    |    |    |    |    |    |    |    |    |    |    |    |    |    |    |    |
| Raquel Brun             | España         | Avarca de Menorca            |     | 1     |    |    |    |    |    |    |    |    | *  |    |    |    |    |    |    |    |    |    |    |    |    |    |
| Rocío Menárguez         | España         | UCAM Vóley Murcia            |     | 1     |    |    |    |    |    |    |    |    |    |    |    |    |    |    |    |    |    |    | *  |    |    |    |
| Rosalía Alonso-Mañero   | España         | Emevé                        |     | 1     |    |    |    |    |    |    |    |    |    |    |    |    |    |    |    |    |    |    | *  |    |    |    |
| Silvia Araco            | España         | GH Leadernet Navarcable      |     | 1     |    |    |    |    |    |    |    |    |    |    |    | *  |    |    |    |    |    |    |    |    |    |    |
| Silvia Bedmar           | España         | GH Leadernet Navarcable      |     | 1     |    |    | *  |    |    |    |    |    |    |    |    |    |    |    |    |    |    |    |    |    |    |    |

#### Fase por el título
| Jugadora                | Origen         | Club                         | MVP | 7 id. | 01 | 02 | 03 | 04 | 05 | 06 |
| ----------------------- | -------------- | ---------------------------- | --- | ----- | -- | -- | -- | -- | -- | -- |
| Janine Sandell          | Reino Unido    | CV Aguere                    | 2   | 2     |    | M  |    |    | M  |    |
| Diana Sánchez           | España         | CV Aguere                    | 1   | 4     |    | *  | M  | *  | *  |    |
| Flavia Dias de Lima     | Brasil         | IBSA ACE G.Canaria 2014      | 1   | 2     | M  |    |    | *  |    |    |
| María Álvarez del Burgo | España         | Feel Volley Alcobendas       | 1   | 2     |    | *  |    | M  |    |    |
| Therese McNatt          | Estados Unidos | GH Leadernet Navarcable      | 1   | 1     |    |    |    |    |    | M  |
| Soraya Fraga dos Santos | Brasil         | IBSA ACE G.Canaria 2014      |     | 5     | *  | *  | *  | *  | *  |    |
| Fernanda Gritzbach      | Brasil         | Naturhouse Ciudad de Logroño |     | 3     |    |    | *  |    | *  | *  |
| Isabel Guerra           | España         | GH Leadernet Navarcable      |     | 3     |    |    | *  | *  |    | *  |
| Irene Cano              | España         | Avarca de Menorca            |     | 2     | *  |    |    |    | *  |    |
| Silvia Araco            | España         | GH Leadernet Navarcable      |     | 2     | *  |    |    |    |    | *  |
| Amelia Portero          | España         | Naturhouse Ciudad de Logroño |     | 1     |    |    | *  |    |    |    |
| Ana Belén Pérez         | España         | Avarca de Menorca            |     | 1     |    |    |    | *  |    |    |
| Camila Maldonado        | España         | CVB Barça                    |     | 1     |    |    |    |    |    | *  |
| Esther López            | España         | Naturhouse Ciudad de Logroño |     | 1     | *  |    |    |    |    |    |
| Esther Rodríguez        | España         | Feel Volley Alcobendas       |     | 1     |    |    |    | *  |    |    |
| Helia González          | España         | Naturhouse Ciudad de Logroño |     | 1     |    |    |    |    |    | *  |
| Iva Pejkovic            | Serbia         | Naturhouse Ciudad de Logroño |     | 1     |    | *  |    |    |    |    |
| María Elisa Gener       | España         | Avarca de Menorca            |     | 1     |    | *  |    |    |    |    |
| María P. Schelegel      |                | Feel Volley Alcobendas       |     | 1     |    |    | *  |    |    |    |
| Marta Fraile            | España         | CV Aguere                    |     | 1     |    |    | *  |    |    |    |
| Patricia Rodríguez      | España         | Feel Volley Alcobendas       |     | 1     |    |    |    |    | *  |    |
| Raquel Brun             | España         | Avarca de Menorca            |     | 1     | *  |    |    |    |    |    |
| Silvia Bedmar           | España         | GH Leadernet Navarcable      |     | 1     |    |    |    |    |    | *  |
| Sofía Muller            | España         | CVB Barça                    |     | 1     | *  |    |    |    |    |    |
| Wivian Gadelha          | Brasil         | GH Leadernet Navarcable      |     | 1     |    | *  |    |    |    |    |
| Yoraxi Meleán           | España         | Naturhouse Ciudad de Logroño |     | 1     |    |    |    |    | *  |    |

#### Play-off final
| Jugadora           | Origen         | Club                         | MVP | 7 id. | 01 | 02 | 03 | 04 | 05 |
| ------------------ | -------------- | ---------------------------- | --- | ----- | -- | -- | -- | -- | -- |
| Helia González     | España         | Naturhouse Ciudad de Logroño | 2   | 2     |    | M  | M  |    |    |
| Esther López       | España         | Naturhouse Ciudad de Logroño |     | 2     |    | *  | *  |    |    |
| Therese McNatt     | Estados Unidos | GH Leadernet Navarcable      |     | 2     |    | *  | *  |    |    |
| Yoraxi Meleán      | España         | Naturhouse Ciudad de Logroño |     | 2     |    | *  | *  |    |    |
| Amelia Portero     | España         | Naturhouse Ciudad de Logroño |     | 1     |    | *  |    |    |    |
| Danijela Nikic     | Serbia         | GH Leadernet Navarcable      |     | 1     |    | *  |    |    |    |
| Fernanda Gritzbach | Brasil         | Naturhouse Ciudad de Logroño |     | 1     |    |    | *  |    |    |
| Iva Pejkovic       | Serbia         | Naturhouse Ciudad de Logroño |     | 1     |    | *  |    |    |    |
| Silvia Bedmar      | España         | GH Leadernet Navarcable      |     | 1     |    |    | *  |    |    |
| Wivian Gadelha     | Brasil         | GH Leadernet Navarcable      |     | 1     |    |    | *  |    |    |

### Mejores anotadoras

#### Fase regular
En esta sección aparecen las 10 jugadoras con mejor promedio de puntos por set disputado, según las estadísticas de los partidos publicadas por la RFEVB. Para ello es preciso que la jugadora haya disputado al menos dos sets por partido.
| Jugadora                | Origen         | Club                       | Pts. | Sets | P.P.S. | 01 | 02 | 03 | 04 | 05 | 06 | 07 | 08 | 09 | 10 | 11 | 12 | 13 | 14 | 15 | 16 | 17 | 18 | 19 | 20 | 21 | 22 |
| ----------------------- | -------------- | -------------------------- | ---- | ---- | ------ | -- | -- | -- | -- | -- | -- | -- | -- | -- | -- | -- | -- | -- | -- | -- | -- | -- | -- | -- | -- | -- | -- |
| Therese McNatt          | Estados Unidos | GH Leadernet Navarcable    | 328  | 67   | 4,896  | 13 | 15 | 9  | 18 | 20 | 21 |    | 18 | 10 | 14 | 14 | 22 | 12 | 18 | 18 | 24 | 18 |    | 15 | 12 | 23 | 14 |
| Janine Sandell          | Reino Unido    | CV Aguere                  | 352  | 75   | 4,693  | 19 | 14 | 16 | 18 |    | 27 | 17 | 19 | 22 | 19 | 8  | 17 | 19 | 20 | 18 |    | 8  | 27 | 17 | 28 | 11 | 8  |
| Daniela da Silva        | Brasil         | Naturhouse C. Logroño      | 278  | 61   | 4,557  | 10 | 7  | 13 |    | 18 | 17 | 16 | 10 | 12 | 13 | 15 | 13 | 15 | 11 |    | 13 | 17 | 8  | 14 | 16 | 17 | 23 |
| Macy Ubben              | Estados Unidos | UCAM Vóley Murcia          | 241  | 54   | 4,463  | 21 | 27 | 10 | 27 | 18 | 19 |    |    |    |    |    |    |    |    | 12 | 12 | 18 | 18 | 29 | 22 | 21 | 14 |
| Nerea Sánchez           | España         | CVB Barça                  | 296  | 68   | 4,353  | 6  | 13 | 14 | 25 | 3  |    | 19 | 21 | 14 | 12 | 24 | 14 | 24 | 18 | 17 | 9  |    | 15 | 11 | 13 | 16 | 8  |
| Sara Folgueira          | España         | Emevé                      | 276  | 71   | 3,887  | 14 | 8  |    | 14 | 8  | 21 | 11 | 17 | 11 | 14 | 26 | 4  | 17 |    | 10 | 22 |    | 6  | 23 | 11 | 16 | 23 |
| Soraya Fraga            | Brasil         | IBSA ACE Gran Canaria 2014 | 228  | 59   | 3,864  | 15 | 8  | 23 | 12 | 19 | 12 | 17 |    | 14 | 11 |    |    |    | 14 | 11 | 9  | 12 | 15 |    | 13 | 23 |    |
| Ana Ibis Fernández      | Cuba           | UCAM Vóley Murcia          | 260  | 68   | 3,824  | 28 |    | 7  | 22 | 10 | 23 | 22 | 25 | 16 | 10 | 19 | 18 |    | 8  | 17 |    | 17 | 13 | 5  |    |    |    |
| Helen Cristina da Silva | Brasil         | Extremadura Arroyo         | 273  | 74   | 3,689  | 24 | 24 | 10 | 18 | 15 | 13 | 17 | 14 | 12 |    | 7  | 12 | 11 | 15 | 16 | 15 | 14 | 10 | 15 | 5  |    | 6  |
| Helia González          | España         | Naturhouse C. Logroño      | 186  | 54   | 3,444  | 5  | 10 | 8  |    | 12 | 16 | 11 | 13 | 9  | 13 | 3  | 6  | 11 | 9  |    | 12 | 6  | 11 | 6  | 9  | 7  | 9  |

#### Fase por el título
En esta sección aparecen las 10 jugadoras con mejor promedio de puntos por set disputado, según las estadísticas de los partidos publicadas por la RFEVB. Para ello es preciso que la jugadora haya disputado al menos dos sets por partido.
| Jugadora         | Origen         | Club                       | Pts. | Sets | P.P.S. | 01 | 02 | 03 | 04 | 05 | 06 |
| ---------------- | -------------- | -------------------------- | ---- | ---- | ------ | -- | -- | -- | -- | -- | -- |
| Soraya Fraga     | Brasil         | IBSA ACE Gran Canaria 2014 | 107  | 22   | 4,864  | 24 | 12 | 18 | 24 | 17 | 12 |
| Helia González   | España         | Naturhouse C. Logroño      | 73   | 17   | 4,294  | 9  | 10 | 11 | 16 | 10 | 17 |
| Diana Sánchez    | España         | CV Aguere                  | 107  | 25   | 4,280  | 16 | 17 | 19 | 23 | 18 | 14 |
| Therese McNatt   | Estados Unidos | GH Leadernet Navarcable    | 93   | 22   | 4,227  | 20 | 12 | 14 | 14 | 11 | 22 |
| Silvia Bedmar    | España         | GH Leadernet Navarcable    | 84   | 22   | 3,818  | 17 | 13 | 10 | 13 | 15 | 16 |
| Flavia Dias      | Brasil         | IBSA ACE Gran Canaria 2014 | 83   | 22   | 3,773  | 23 | 15 | 5  | 15 | 10 | 15 |
| Amelia Portero   | España         | Naturhouse C. Logroño      | 67   | 18   | 3,722  | 9  | 8  | 13 | 14 | 9  | 14 |
| Macy Ubben       | Estados Unidos | UCAM Vóley Murcia          | 67   | 18   | 3,722  | 15 | 7  | 9  | 5  | 19 | 12 |
| Janine Sandell   | Reino Unido    | CV Aguere                  | 89   | 25   | 3,560  | 13 | 17 | 12 | 15 | 19 | 13 |
| Esther Rodríguez | España         | Feel Volley Alcobendas     | 83   | 24   | 3,458  | 13 | 12 | 11 | 19 | 10 | 18 |

#### Play-off final
En esta sección aparecen las 10 jugadoras con mejor promedio de puntos por set disputado, según las estadísticas de los partidos publicadas por la RFEVB. Para ello es preciso que la jugadora haya disputado al menos dos sets por partido.
| Jugadora           | Origen         | Club                    | Pts. | Sets | P.P.S. | 01 | 02 | 03 | 04 | 05 |
| ------------------ | -------------- | ----------------------- | ---- | ---- | ------ | -- | -- | -- | -- | -- |
| Helia González     | España         | Naturhouse C. Logroño   | 58   | 13   | 4,462  | 19 | 13 | 26 |    |    |
| Therese McNatt     | Estados Unidos | GH Leadernet Navarcable | 58   | 13   | 4,462  | 16 | 24 | 18 |    |    |
| Amelia Portero     | España         | Naturhouse C. Logroño   | 40   | 13   | 3,077  | 15 | 15 | 10 |    |    |
| Wivian Gadelha     | Brasil         | GH Leadernet Navarcable | 40   | 13   | 3,077  | 16 | 12 | 12 |    |    |
| Danijela Nickic    | Serbia         | GH Leadernet Navarcable | 38   | 13   | 2,923  | 11 | 18 | 9  |    |    |
| Silvia Bedmar      | España         | GH Leadernet Navarcable | 38   | 13   | 2,923  | 12 | 11 | 15 |    |    |
| Fernanda Gritzbach | Brasil         | Naturhouse C. Logroño   | 37   | 13   | 2,846  | 10 | 12 | 15 |    |    |
| Iva Pejkovic       | Serbia         | Naturhouse C. Logroño   | 34   | 13   | 2,615  | 12 | 14 | 8  |    |    |
| Ashley Frazier     | Estados Unidos | GH Leadernet Navarcable | 31   | 13   | 2,385  | 9  | 9  | 13 |    |    |
| Noelia Sánchez     | España         | Naturhouse C. Logroño   | 29   | 13   | 2,231  | 6  | 15 | 8  |    |    |